# Csákigorbó
Csákigorbó (románul Gârbou) falu Romániában Szilágy megyében.

## Fekvése
Kolozsvártól 62 km-re északnyugatra, Zsibótól 20 km-re délkeletre fekszik.

## Története
1336-ban említik először. Itt támadta meg 1659. augusztus 25-én II. Rákóczi György serege Barcsay Ákos fejedelmet.
1910-ben 1332 lakosából 994 román és 321 magyar volt.  A trianoni békeszerződésig Szolnok-Doboka vármegye Csákigorbói járásának székhelye volt. 1992-ben társközségeivel együtt 2937 lakosából 2767 román, 160 cigány és 10 magyar volt.
A községben emelkedő dombon egykor római vár állt, melynek helyén a Jósika család udvarháza épült fel. Az udvarházat később iskolává, könyvtárrá alakították át.

## Nevezetességek
- 18. századi Haller-kastély

## Itt születtek
- Vadász Zoltán (Csákigorbó, 1926. július 22. – Kolozsvár, 1989. november 19.) romániai magyar színész
- Török Árpád (1944. február 13. –) földrajzi, természettudományi és turisztikai szakíró.